# Monte Français
El monte Français (en inglés: Mount Français, que en francés, significa precisamente, 'francés') es una montaña que es la cima de la isla Anvers, en la Antártida, localizado al sureste del centro de la isla y a unos 10 km al norte de la bahía de Borgen. El monte Français, parte de la cordillera Trojan,  tiene una elevación de 2760 m s. n. m. lo que convierte a la isla en la 32.º de mayor altitud del mundo. Al ser el punto más elevado de la isla, su prominencia es también de 2760 m, lo que lo convierten en un pico ultraprominente, el 5.º de la Antártida y el 137.º del mundo.

## Historia
El monte Français fue visto por primera vez por los miembros de la Expedición Antártica Belga  comandada por Adrien de Gerlache, que exploraron la costa sureste de la isla en 1898. Más tarde fue avistado por los miembros del equipo de la Tercera Expedición Antártica Francesa (1903-1905), bajo el mando de Jean-Baptiste Charcot, quien lo nombró así por la nave de la expedición, el Français.
El monte Français fue ascendido por primera vez el 7 de diciembre de 1955 por Jim Rennie, Arthur Shewry y Bill Hindson, miembros de la Falkland Islands Dependencies Survey que habían pasado el invierno de 1955 en la Base E, recién construida al norte de Arthur Harbour en la isla Anvers.

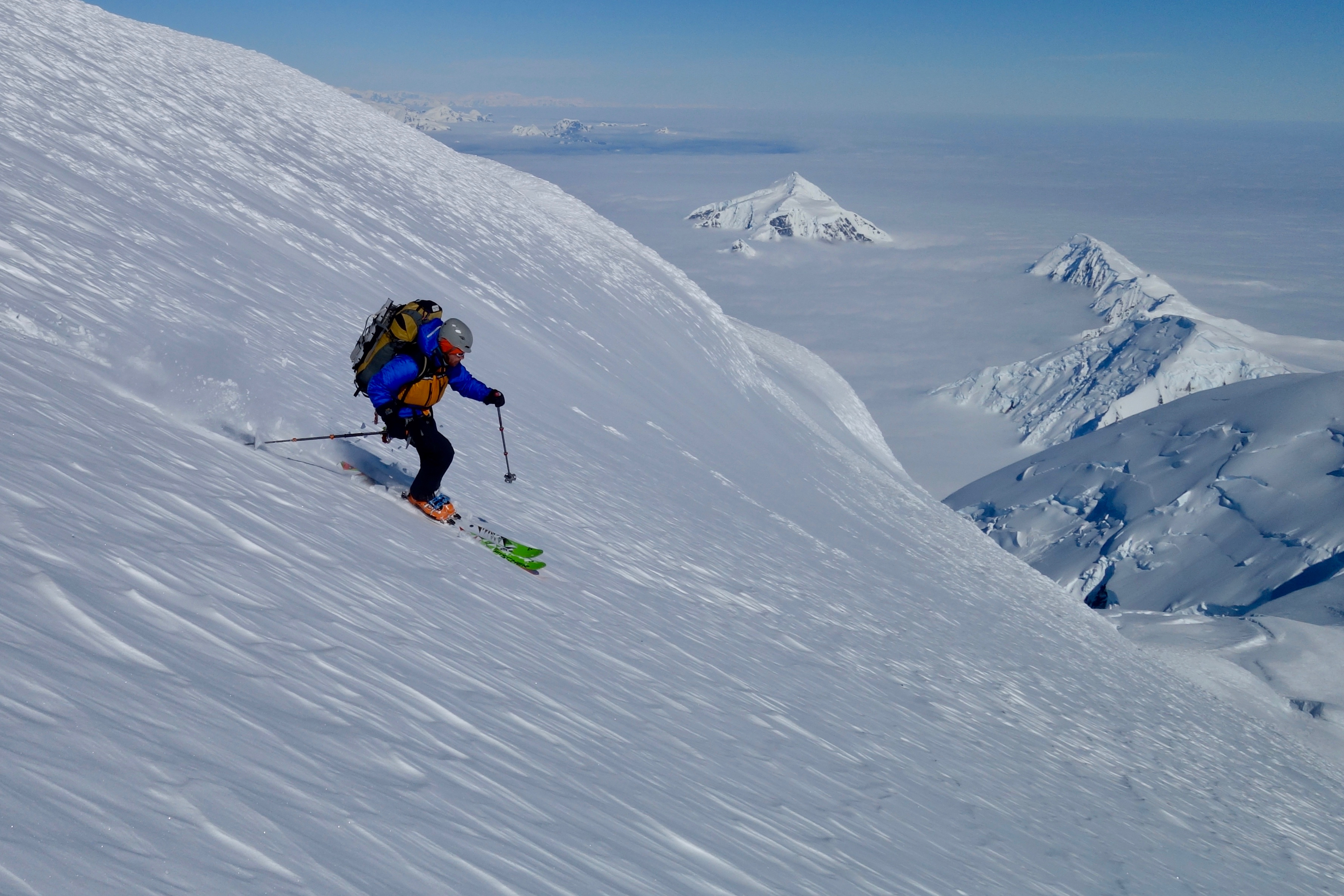
Un montañero desciende en esquís por el monte Français durante la primera travesía de la montaña..